# Z-9 (航空機)
Z-9
- 用途：哨戒・輸送
- 分類：汎用ヘリコプター
- 製造者：哈爾浜飛機製造公司（HAMC）
- 運用者： 中国（中国人民解放軍）他
- 初飛行：1992年1月16日
- 生産数：180機
- 生産開始：1986年
- 運用開始：1990年代
- 運用状況：現役
- 原型機：AS 365N ドーファンII

Z-9（Zhisheng-9, 中：直升-9）は、中国の哈爾浜飛機製造公司（HAMC）が、フランスのユーロコプター（元・アエロスパシアル）AS 365N ドーファンIIをライセンス生産した汎用ヘリコプターである。用途に応じて多くの派生型があり、主に軍用ヘリコプターとして中国人民解放軍にて運用されている。NATOコードネームは「ハイトゥン」（Haitun：海豚、ドーファンと同じくイルカの意）。

## バリエーション

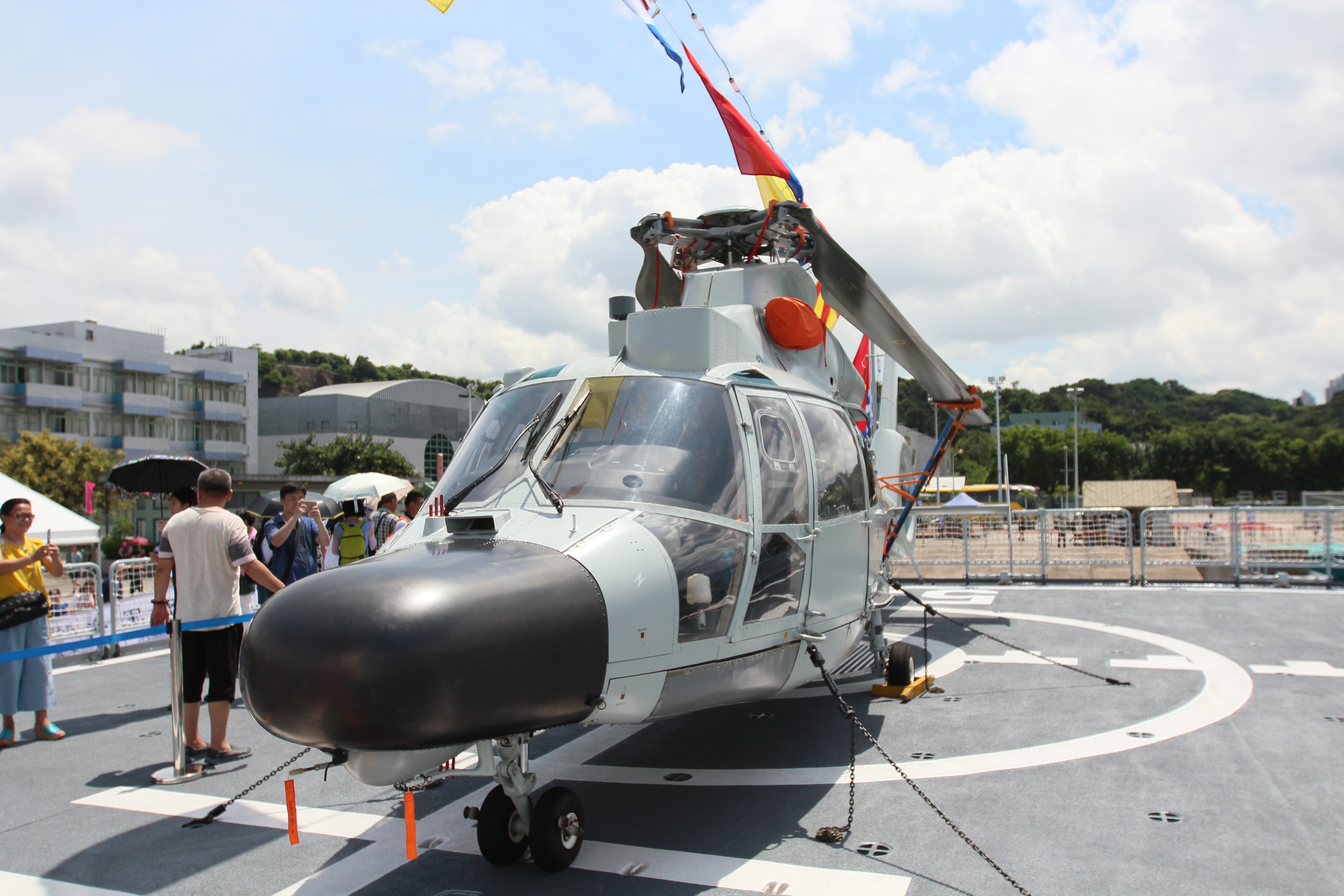
Z-9C

Z-9
フランス製AS 365N1 ドーファンIIのライセンス生産型。
Z-9A
AS 365N2の改良型。
Z-9A-100
国内専用のWZ8A エンジン搭載のプロトタイプ。初飛行は1992年1月16日。同年12月30日、導入を承認された。
Z-9B
Z-9A-100を元にした汎用型。

Z-9C
AS 565 パンサーをライセンス生産し、改良を加えた対潜ヘリコプター。中国人民解放軍海軍航空隊に配備。
機首にXバンドのKLC-1水上捜索レーダーを装備しており、これによって捕捉した目標情報を母艦に転送することで、YJ-83 サッケード艦対艦ミサイルのための観測任務を行うことができる。
また、対潜兵器としてYu-7短魚雷（アメリカ製Mk.46の模倣版）を2発装備できる。
Z-9D
2008年に初めて存在が確認されたZ-9の派生型。
Z-9の型式の一つであるH-425ヘリコプターの機体をベースに制作されている。エンジンはアリエル2Cターボシャフトエンジンを搭載しており、Z-9Cよりも高い性能を有している。
レーダーはXバンドのKLC-3B空中捜索レーダーを搭載しており、排水量3,000t以上の艦船を最大180kmの距離で検出し、排水量50tの小型のボートなどを60km以上の距離から検出する事も可能となっている。
Z-9Dは武装としてスタブウィングのパイロンにYu-7K短魚雷を最大2発やYJ-9空対艦ミサイルを最大4発搭載でき、Z-9D自体の長大な航続距離と合わさり敵のミサイル艇を撃沈または接近を抑止する事を目的としている｡
2021年2月にはZ-9Dが2桁の番号を与えられ、同年10月には075型強襲揚陸艦に搭載されていた事が確認されている｡
WZ-9/Z-9W
中国初の攻撃ヘリコプター。輸出型はZ-9G。
Z-19
WZ-9を元に設計された攻撃ヘリコプター。
H410A
WZ8Cのターボシャフトエンジン搭載型。出力635kW。初飛行は2001年9月。
H425
H410Aの要人輸送型。
H450
開発を計画中。

## 仕様 (Z-9B)
出典: SinoDefence.com
諸元
- 乗員: 2名
- 定員: 武装兵士10名
- ペイロード: 4,493lb （2,038kg）
- 全長: 44ft 11in （13.46m（回転翼含まず） 13.68m（回転翼含む））
- 全高: 11ft 4in （3.47m）

- 空虚重量: 4,519lb （2,050kg）
- 最大離陸重量: 9,038lb （4,100kg）

性能
- 最大速度: 170kt （315km/h, 195mph）
- 巡航速度: 150kt （285km/h, 173mph）
- 航続距離: 621mi （1,000km）
- 実用上昇限度: 20,000ft （6,000m）

武装
- 攻撃型にはパイロンにロケット弾、ガンポッド、Yu-7魚雷を装備。
- 固定武装: 23mm機関砲×2
- ミサイル: HJ-8対戦車ミサイルまたはTY-90空対空ミサイル

## 運用国
中国
陸軍 - 海軍 - 空軍 - 中国人民武装警察部隊 - 中国海警局
 バングラデシュ
海軍 - Z-9C：3機
 ボリビア
陸軍：2024年時点で、5機のH425を保有。
 カンボジア
Z-9B：12機
 カメルーン
Z-9B：4機
 カーボベルデ
沿岸警備隊 - Z-9B：2機
 ジブチ
空軍：2024年時点で、1機のZ-9WEを保有。
 ガーナ
ガーナ空軍：2024年時点で、4機のZ-9EHを保有。
 赤道ギニア
Z-9WE
 ケニア
Z-9WA：4機
 ラオス
Z-9A：6機
 ナミビア
Z-9B：1機
 モーリタニア
Z-9B：1機
 マリ
Z-9B：2機
 パキスタン
海軍 - Z-9C：24機
 ザンビア
Z-9B：7機

## 登場作品

### ゲーム
『バトルフィールドシリーズ』
『BF2MC』
キャビン両端に中国製ミニガンを装備したWZ-9が登場。中国軍が使用。
『BF4』
中国側の輸送ヘリとして登場。
『マーセナリーズ』
中国軍の輸送攻撃ヘリコプターとしてロケット弾ポッドを搭載したWZ-9が登場する。
『Modern Warships』
プレイヤーが操作可能な艦載機として「WZ-9 ハルビン」の名で登場する。